# Littleton (Massachusetts)
Littleton é uma vila localizada no condado de Middlesex no estado estadounidense de Massachusetts. No Censo de 2010 tinha uma população de 8.924 habitantes e uma densidade populacional de 196,68 pessoas por km².

## Geografia
Littleton encontra-se localizado nas coordenadas 42° 32′ 09″ N, 71° 29′ 26″ O. Segundo o Departamento do Censo dos Estados Unidos, Littleton tem uma superfície total de 45.37 km², da qual 42.79 km² correspondem a terra firme e (5.69%) 2.58 km² é água.

## Demografia
Segundo o censo de 2010, tinha 8.924 pessoas residindo em Littleton. A densidade populacional era de 196,68 hab./km². Dos 8.924 habitantes, Littleton estava composto pelo 93.32% brancos, o 0.61% eram afroamericanos, o 0.11% eram amerindios, o 3.94% eram asiáticos, o 0% eram insulares do Pacífico, o 0.2% eram de outras raças e o 1.82% pertenciam a duas ou mais raças. Do total da população o 1.36% eram hispanos ou latinos de qualquer raça.